# 喀什噶尔河
喀什噶尔河，是位于中国新疆塔里木盆地西部的一条内流河。喀什噶尔名称由突厥语、古伊兰语、波斯语等融合而成，有“各色砖房”、“玉石集中之地”、“初创”等不同意思。克孜勒苏河是喀什噶尔河的主源，发源自吉尔吉斯斯坦境内阿赖山脉的Gora Kurumdy，自其南坡流淌76千米后进入中国境内，称克孜勒苏河。克孜勒苏河过疏附县阿依丁村后，部份分流成伽师河，在伽师县克买村前又合流伽师河，称喀什噶尔河。喀什噶尔河流入叶尔羌河，流淌14千米后在肖夹克汇入塔里木河，全长1019千米。
喀什噶尔河流域由克孜勒苏河、盖孜河、库山河、依格孜牙河、恰克马克河、吐曼河、布谷孜河等7条组成。年均径流量45.9亿m3，总人口250万，灌溉总面积511万亩，其中耕地371.5万亩。流经乌恰、疏勒、伽师、巴楚、阿瓦提等县，最终流入塔里木河。上个世纪因截流至巴楚县的阿纳库勒水库，其下游已经干涸，从农一师3团起原河道成为自然排碱渠，水量不大，但常年有水。
新疆维吾尔自治区人民政府新政函[1990]78号文件批准，1991年1月设新疆水利厅喀什噶尔河流域管理处，为流域水行政管理部门。驻地喀什。